# Arthur Blankenburg
Arthur Blankenburg war ein deutscher Radrennfahrer und nationaler Meister im Radsport.

## Sportliche Laufbahn
Blankenburg war im Straßenradsport und im Bahnradsport aktiv. 1937 und 1938 gewann er mit Rudolf Schubert, Herbert Hackebeil, Bruno Schulze, Rudi Kühn, Rudi Fensl und Rudi Thoß die nationale Meisterschaft in der Mannschaftsverfolgung. Er startete damals für den Verein „RC Wanderer Chemnitz“. Später fuhr er für den „RC Brennabor Berlin“.
1934 siegte er im Eintagesrennen Cottbus–Görlitz–Cottbus.